# Laodicea pulchra
Laodicea pulchra är en nässeldjursart som beskrevs av Browne 1902. Laodicea pulchra ingår i släktet Laodicea och familjen Laodiceidae. Inga underarter finns listade i Catalogue of Life.